# Ctenognophos tetarte
Ctenognophos tetarte är en fjärilsart som beskrevs av Eugen Wehrli 1931. Ctenognophos tetarte ingår i släktet Ctenognophos och familjen mätare. Inga underarter finns listade i Catalogue of Life.